# Striptýz

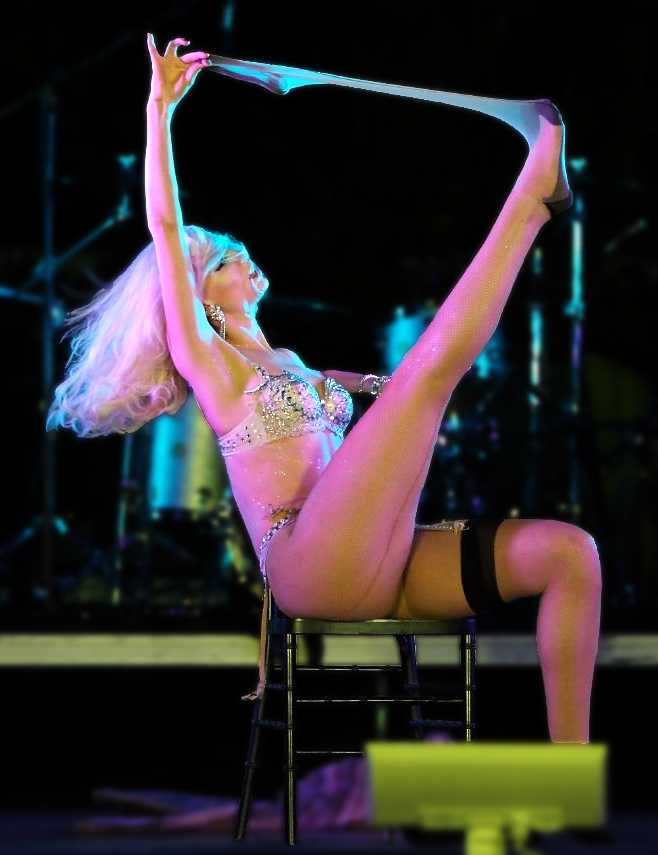
Striptýz

Striptýz, z angl. striptease, je vystoupení jedné nebo několika osob, při kterém se vystupující postupně svlékají, obvykle v rytmu hudby a s určitou, většinou jednoduchou, choreografií. Dá se proto považovat za formu tance. Vystoupení ve většině případů končí odhalením nahoty.
Účinkující žena se nazývá striptérka, muž pak striptér.
První striptýz se podle People’s Almanac objevil na konci 19. století v Paříži. Až do 70. let 20. století byl striptýz téměř výhradně prováděn jen ženami, ale s postupující sexuální revolucí se začali objevovat i mužští striptéři.
Striptýz se provádí v nočních klubech nebo v jiných erotických podnicích. Někdy může být jakousi předehrou pro prostituci. Striptýz se někdy objevuje i jako součást soukromých oslav.
Slovo striptease pochází z angličtiny. Strip znamená kromě jiných „svléct se“, „oloupat“, ale také „proužek“. Tease pak znamená „škádlit“, „dráždit“ nebo „pokoušet“. Účinkující vlastně škádlí publikum chtivé nahoty pomalým svlékáním.
Zvláštností je „striptýz naruby“ – postupné oblékání nahého účinkujícího, v Česku byl tento koncept použit např. v pořadu Počasíčko na TV Nova.

## Základní dělení striptýzu
- Kontaktní striptýz – Nejoblíbenější striptýzové vystoupení, kdy dochází k přímému kontaktu mezi vystupujícím a účinkujícím z publika nebo celým publikem
- Bezkontaktní striptýz – Většinou na veřejnosti předváděný striptýz, u kterého nedochází ke kontaktu s další osobou
- Duo striptýz – Jak už název napovídá, jedná se o vystoupení dvou osob
- Americký striptýz – Decentní striptýzové vystoupení, při kterém nedochází ke kompletnímu svlečení, ale striptér nebo striptérka si nechává část svého oblečení nebo spodního prádla.

## Striptýz ve starověku a v umění
Striptýz je součást tanečního umění, které je známé už starověku. Nástupem křesťanství v Evropě nadešel rozmach striptýzu a celkově nahoty a to i na veřejnosti. Dokladem toho jsou starověké[ujasnit] obrazy obnažujících se postav (z větší části žen) před zástupem dalších lidí.[zdroj?]
Častého uměleckého ztvárnění (divadelního i výtvarného) se dočkal Tanec sedmi závojů starověké Salome.